# Elimane Lam
 (mai 2023).
L'article doit être relu — et modifié si nécessaire — par des contributeurs indépendants pour apporter un regard critique aux contributions effectuées en violation des conditions d'utilisation de Wikipédia, tant sur la forme (notamment concernant le style encyclopédique, la proportionnalité) que sur le fond (la neutralité de point de vue, la qualité et l'indépendance des sources).
Elimane Lam, né le 3 octobre 1981 à Dakar (Sénégal), est un homme d'affaires et philanthrope sénégalais. Fondateur et PDG de la société JP Holding, il est membre du conseil d'administration de la Fédération sénégalaise de football ainsi que vice-président de l'UNACOIS, l'union nationale des commerçants et industriels du Sénégal.

## Biographie
Né à Dakar, au Sénégal, Elimane Lam a fait ses études au Maroc et aux États-Unis en business et management. Après avoir travaillé aux USA, Elimane Lam revient au Sénégal et y fait fortune dans l'agro-alimentaire. Il est le fondateur et vice-président la société JP Holding. Lam est également vice-président de l'UNACOIS, union nationale des commerçants et industriels du Sénégal. En 2020, Elimane Lam est listé parmi les Sénégalais ayant activement lutté contre la propagation du COVID-19 grâce à un don au bénéfice du Téléthon.

## Investissements dans le football
En 2017, Elimane Lam devient actionnaire au Real Valladolid, qui évoluait alors en D2 espagnole. Son investissement au sein du club est rendu public en 2019, alors que le Brésilien Ronaldo est devenu actionnaire majoritaire de Valladolid. Le Real Valladolid est alors remonté en Liga. Actionnaire du club, Lam devient membre du Conseil d'Administration à l'arrivée de Ronaldo, qui dispose alors de 51% des parts après avoir investi 36 millions d'euros.
Désormais actif dans le monde du football, Elimane Lam investit ensuite en France. En 2019, il devient actionnaire au Valenciennes Football Club, en difficulté financière.
Le 12 août 2021, Elimane Lam intègre la Fédération sénégalaise de football en tant que personne-ressource. Par la suite, il permet un financement à hauteur de 5 millions de Francs CFA à l'ANPS, l'Association Nationale de la Presse Sénégalaise, en vue de la Coupe du monde de football 2022.